# وروار أزرق الحنجرة
وروار أزرق الحنجرة (الاسم العلمي: Merops viridis) هو نوع من الطيور يتبع جنس الوروار من فصيلة الوروارية.